# シリーズ民間日本学者
シリーズ民間日本学者（みんかんにほんがくしゃ）は1986年から1995年にかけ、リブロポートで刊行された評伝シリーズ。1998年に版元が活動停止した後に、一部は増補・改訂し他社で再刊された。

## 刊行一覧
1. 『小泉八雲　その日本学』 高木大幹、1986
2. 『石井研堂　庶民派エンサイクロペディストの小伝』 山下恒夫、1986
3. 『出口王仁三郎　屹立するカリスマ』 松本健一、1986
増補『出口王仁三郎 屹立する最後の革命的カリスマ』書籍工房早山、2012
4. 『牧野富太郎　私は草木の精である』 渋谷章、1987
『牧野富太郎 私は草木の精である』平凡社ライブラリー、2001
5. 『柳宗悦　美の菩薩』 阿満利麿、1987
増補『柳宗悦 美の菩薩』ちくま学芸文庫、2019
6. 『添田唖蝉坊・知道　演歌二代風狂伝』 木村聖哉、1987
7. 『長谷川伸　メリケン波止場の沓掛時次郎』 平岡正明、1987
『長谷川伸はこう読め！　メリケン波止場の沓掛時次郎』彩流社、2011
8. 『辻まこと・父親辻潤　生のスポーツマンシップ』 折原脩三、1987
『辻まこと 父親辻潤』平凡社ライブラリー、2001
9. 『今和次郎　その考現学』 川添登、1987
増補『今和次郎 その考現学』ちくま学芸文庫、2004
10. 『田村栄太郎　反骨の民間史学者』 玉川信明、1987
11. 『石川三四郎　魂の導師』 大原緑峯、1987
『石川三四郎　魂の導師』 大澤正道、虹霓社、2020
12. 『花田清輝　二十世紀の孤独者』 関根弘、1987
13. 『E.S.モース　<古き日本>を伝えた親日科学者』 太田雄三、1988
14. 『伊波月城　琉球の文芸復興を夢みた熱情家』 仲程昌徳、1988
15. 『内村鑑三　偉大なる罪人の生涯』 富岡幸一郎、1988
『内村鑑三』五月書房、2001／中公文庫、2014
16. 『保科五無斎　石の狩人』 井出孫六、1988
17. 『小笠原秀実・登　尾張本草学の系譜』 八木康敞、1988
18. 『きだみのる　放浪のエピキュリアン』 新藤謙、1988
19. 『一戸直蔵　野におりた志の人』 中山茂、1989
20. 『夢野久作　迷宮の住人』 鶴見俊輔、1989
『夢野久作 迷宮の住人』双葉文庫「日本推理作家協会賞受賞作全集」、2004
新編『ドグラ・マグラの世界／夢野久作 迷宮の住人』講談社文芸文庫、2024
21. 『野尻抱影　聞書"星の文人"伝』 石田五郎、1989
『星の文人 野尻抱影伝』中公文庫、2019
22. 『井上剣花坊・鶴彬　川柳革新の旗手たち』 坂本幸四郎、1990
23. 『永井荷風　その反抗と復讐』 紀田順一郎、1990
『紀田順一郎著作集 第7巻　日記の虚実　永井荷風―その反抗と復讐』三一書房、1998
24. 『B.H.チェンバレン　日欧間の往復運動に生きた世界人』 太田雄三、1990
25. 『H・ノーマン　あるデモクラットのたどった運命』 中野利子、1990
『外交官E. H.ノーマン　その栄光と屈辱の日々』新潮文庫、2001
26. 『島木健作　義に飢ゑ渇く者』 新保祐司、1990
27. 『高群逸枝　霊能の女性史』 河野信子、1990
28. 『辰巳浜子　家庭料理を究める』 江原恵、1990
29. 『今村太平　孤高独創の映像評論家』 杉山平一、1990
30. 『猪谷六合雄　人間の原型・合理主義自然人』 高田宏、1990
『猪谷六合雄　人間の原型・合理主義自然人』平凡社ライブラリー、2001
31. 『暉峻義等　労働科学を創った男』 三浦豊彦、1991
32. 『正岡子規　創造の共同性』 坪内稔典、1991
『子規とその時代　坪内稔典コレクション 第2巻』沖積舎、2010
33. 『黒岩涙香　探偵実話』 いいだもも、1992
34. 『私語り樋口一葉』 西川祐子、1992
増補『私語り樋口一葉』岩波現代文庫、2011
35. 『鈴木悦　日本とカナダを結んだジャーナリスト』 田村紀雄、1992
36. 『山崎延吉　農本思想を問い直す』 安達生恒、1992
37. 『三世井上八千代　京舞井上流家元 祇園の女風土記』 遠藤保子、1993
38. 『森銑三　書を読む"野武士"』 柳田守、1994
39. 『吉屋信子　隠れフェミニスト』 駒尺喜美、1994
40. 『竹内好　ある方法の伝記』 鶴見俊輔、1995
増補『竹内好　ある方法の伝記』岩波現代文庫、2010
41. 『比屋根安定　草分け時代の宗教史家』 寺崎暹、1995
42. 『中井正一　新しい「美学」の試み』 木下長宏、1995
増補『中井正一　新しい「美学」の試み』平凡社ライブラリー、2002